# Bonjokkidul
Bonjokkidul is een bestuurslaag in het regentschap Kebumen van de provincie Midden-Java, Indonesië. Bonjokkidul telt 1769 inwoners (volkstelling 2010).